# Boronia tenuior
Boronia tenuior är en vinruteväxtart som beskrevs av Karel Domin. Boronia tenuior ingår i släktet Boronia och familjen vinruteväxter. Inga underarter finns listade i Catalogue of Life.